# Antoine Goulard
Antoine Goulard (* 18. Dezember 1985 in La Ferté-Macé) ist ein ehemaliger französischer Fußballspieler.

## Karriere
Goulard spielte ab 2004 für den viertklassigen Verein ES Fréjus, ehe er 2007 zum Zweitligisten FCO Dijon wechselte. Dort kam er regelmäßig in der ersten Mannschaft zum Einsatz, wurde jedoch nicht zum Stammspieler. Mit seinem Wechsel zum FC Rouen im Jahr 2010 gelang ihm dies. Nach dem Auslaufen seines Vertrags bei Rouen im Sommer 2012 war er zunächst vereinslos. Im November des Jahres wurde er als einer von mehreren Neuzugängen beim abstiegsbedrohten Drittligaaufsteiger ES Uzès Pont du Gard vorgestellt. Trotz regelmäßiger Einsätze konnte er den sportlichen Abstieg nicht abwenden, blieb mit Uzès dank mehrerer Zwangsabstiege anderer Teams aber dennoch in der Liga. Im Jahr darauf folgte hingegen der endgültige Sturz in die Viertklassigkeit. Von 2015 bis 2016 stand Goulard beim vietnamesischen Erstligisten Hà Nội T&T unter Vertrag. Anschließend schloss er sich dem belgischen Drittligisten Royal Excelsior Virton an. In der Winterpause 2017/18 wechselte er zum luxemburgischen Erstligisten FC UNA Strassen in die BGL Ligue. Hier beendete er dann im Sommer 2019 seine aktive Karriere.